# Grabhügelnekropole Mützenich
Koordinaten: 50° 15′ 22″ N, 6° 15′ 48″ O
Die Grabhügelnekropole Mützenich ist ein römisches Grabfeld in der Ortsgemeinde Mützenich im Eifelkreis Bitburg-Prüm in Rheinland-Pfalz.

## Beschreibung
Es handelt sich um römische Brandgräber wenig nordöstlich von Mützenich in einer landwirtschaftlich genutzten Fläche.
Die Brandgräber konnten in das 2. Jahrhundert n. Chr. datiert werden und stammen somit aus der Zeit der Römer.

## Archäologische Befunde
Das Brandgräberfeld wurde im Jahre 1913 durch das Provinzial Museum Trier erstmals fachkundig untersucht. Aufgrund einer vorangegangenen Plünderung durch Arbeiter unter Konsul Niessen konnten nur noch fünf der Bestattungen vollständig geborgen werden. Beobachtet wurden geringfügige Beigaben, die allerdings noch die Datierung in das 2. Jahrhundert n. Chr. zuließen.
Rund 100 m nordöstlich der Nekropole befindet sich die Siedlung „Steinesserich“. Heute geht man von einem Zusammenhang zwischen der Siedlung und der Nekropole aus.

## Erhaltungszustand und Denkmalschutz
Die Nekropole wurde durch die Plünderung weitestgehend zerstört. Die letzten erhaltenen Grabinventare konnten durch das Trierer Museum geborgen werden. Heute befindet sich die Nekropole innerhalb einer landwirtschaftlich genutzten Fläche und ist somit nicht mehr vor Ort erhalten.
Die Nekropole ist als eingetragenes Kulturdenkmal im Sinne des Denkmalschutzgesetzes des Landes Rheinland-Pfalz (DSchG) unter besonderen Schutz gestellt. Nachforschungen und gezieltes Sammeln von Funden sind genehmigungspflichtig, Zufallsfunde an die Denkmalbehörden zu melden.